# Parker House roll

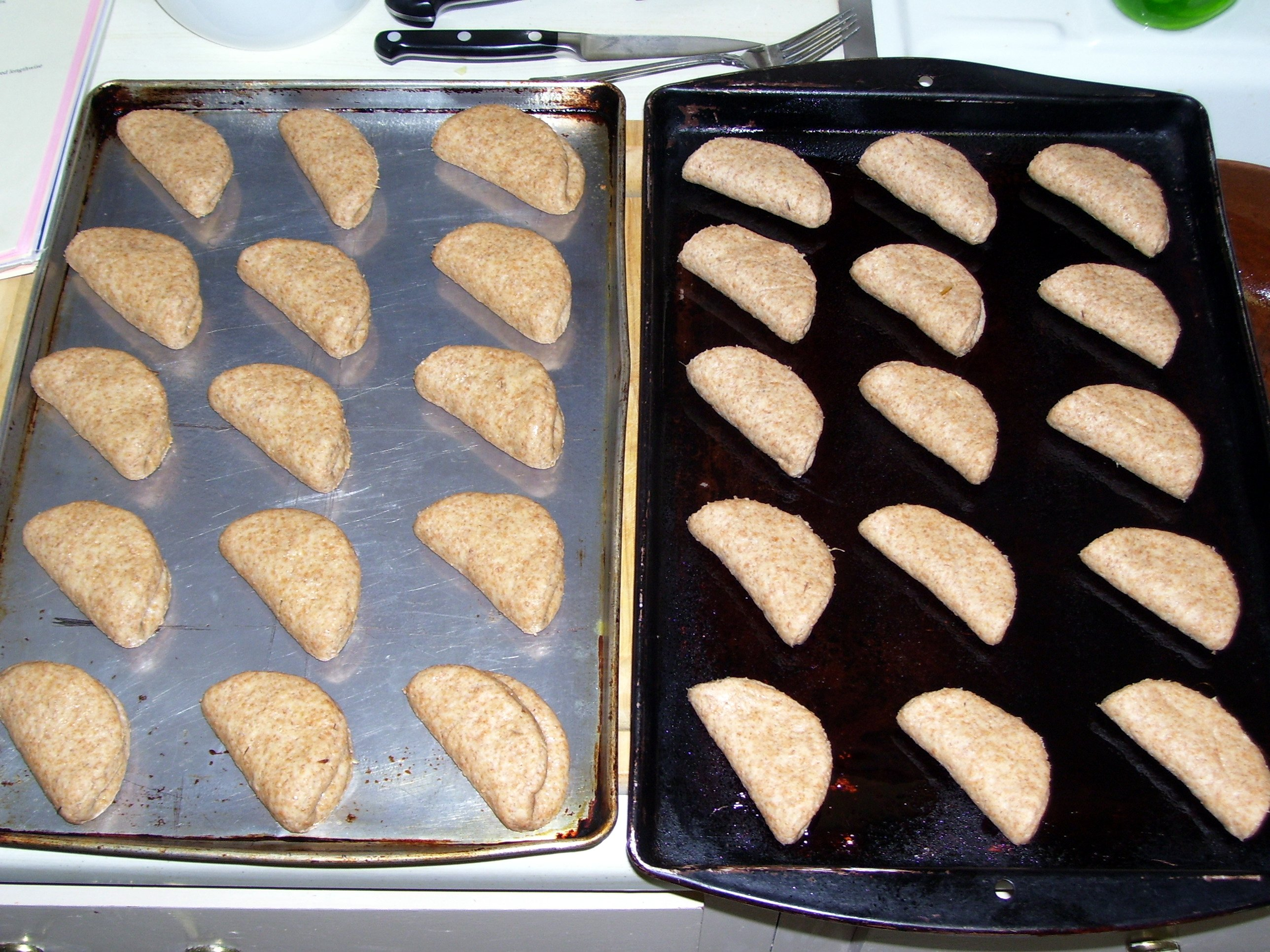
Parker House rolls subiendo.

Un Parker House roll es un panecillo que se elabora aplanando el centro de una bola de masa con un rodillo de cocina, de forma que adquiera una forma oval, y entonces se dobla por la mitad. Se hacen con leche y suelen ser bastante tierno y ligeramente dulce, con una corteza crujiente.
Fueron inventados en el hotel Parker House de Boston (Massachusetts), donde se siguen sirviendo. Fannie Farmer da una receta en su Boston Cooking-School Cook Book de 1896.